# آدلمو بولگارلی
آدلمو بولگارلی (ایتالیایی: Adelmo Bulgarelli؛ ۲۳ مارس ۱۹۳۲ – ۲۰ ژوئیه ۱۹۸۴) کشتی‌گیر اهل ایتالیا بود.
وی در مسابقات کشوری و بین‌المللی در مجموع برندهٔ ۱ مدال طلا، ۱ مدال نقره، ۱ مدال برنز شده‌است.